# SN 2002hu
SN 2002hu – supernowa typu Ia odkryta 13 listopada 2002 roku w galaktyce M+06-06-12. Jej maksymalna jasność wynosiła 16,83m.